# 赤間徳寿
赤間 徳寿（德壽、あかま とくじゅ、1883年9月2日 - 1958年8月19日）は、日本の政治家。衆議院議員（1期）。滑川市長(2期)。従五位勲四等瑞宝章。

## 経歴
富山県出身。1909年東京外国語学校(現・東京外国語大学)英語科卒。富山商業学校、同中学校各教諭、中新川郡浜加積村（のち滑川町、現:滑川市）議、富山県議、富山地方森林会議員、戦時特別調停委員、富山県産業組合連合会監事、産業組合中央会富山県支副会長、地方金融協議会監事、大政翼賛会中央協力会議員、富山電気鉄道(株)取締役、日本水力工業(株)監査役となる。
1942年の第21回衆議院議員総選挙では富山1区(当時)から翼賛政治体制協議会（翼協）の推薦を受けて立候補したが次点で落選する。しかし、同年8月、井村荒喜の辞職により、9月に繰り上げ当選となる。当選後は翼賛政治会に入った。戦後は日本進歩党に入ったが、推薦議員のため公職追放となった。1951年追放解除。
追放解除後は、富山県公安委員を経て、1953年滑川町長に就任。翌1954年、同町の市制施行により滑川市長となった。1957年に再選。2期目の1958年に死去。